# Gio González
Giovany Aramis „Gio“ González, Spitzname Double G, (* 19. September 1985 in Hialeah, Florida) ist ein US-amerikanischer Baseballspieler in der Major League Baseball (MLB) auf der Position des Pitchers.

## Karriere
González wurde 2004 in der ersten Runde des MLB Draft von den Chicago White Sox gewählt.
Im November 2005 wurde Gonzalez zusammen mit Aaron Rowand und Daniel Haigwood für mit Jim Thome zu den Philadelphia Phillies getradet.
Im Dezember wurde er zusammen mit Gavin Floyd für Freddy Garcia wieder zurück zu den Chicago White Sox getradet.
Im Januar 2008 wurde zusammen mit Ryan Sweeney und Faustino De Los Santos für Nick Swisher zu den Oakland Athletics getradet. González machte sein Debüt in der MLB am 6. August 2008 für die Athletics gegen die Toronto Blue Jays.
Jedoch wurde er nach dem Spring Training 2009 zurück in die Minor League geschickt.
González beendete die Saison 2010 mit einem Earned Run Average (ERA) von 3.23 und mit 171 Strikeouts in 33 Spielen.
2011 wurde González zum All Star Game gewählt, in welchem er ein Inning pitchte und dabei ein Strikeout warf und keine Hits zuließ.
Am 23. Dezember 2011 wurde González zu den Washington Nationals getradet. Am 15. Januar 2012 verlängerte Gonzalez den Vertrag bei den Nationals bis 2016, er wird in diesem Zeitraum $42 Millionen verdienen.